# حقوق الإنسان للشعب الكردي في تركيا
للأكراد تاريخ طويل من تمييز الحكومة التركية ضدهم. وحدثت المجازر ضد الأكراد دوريًا منذ تأسيس الجمهورية التركية سنة 1923. ومن أهمها «تمرد درسيم»، عندما قتل الجيش التركي 13160 مدنيًا ونفى 11818 شخصًا. وفقاً لماكدويل، قُتل 40 ألف شخص. وكانت مجزرة زيلان 1930 مجزرة لسكان الأكراد في تركيا في أثناء تمرد أرارات، إذ قتل من 5000 إلى 47 ألف.
حُظِر استخدام اللغة الكردية واللباس والفولكلور والأسماء، وظلت المناطق التي يقطنها الأكراد تحت الأحكام العرفية حتى عام 1946. وفي محاولة لإنكار وجودهم، صنفت الحكومة التركية الأكراد أنهم «أتراك الجبل» حتى ثمانينيات القرن الماضي. وحُظِر استخدام كلمات «أكراد» و «كردستان» و«كردي» رسميًا من قبل الحكومة التركية. وبعد الانقلاب العسكري عام 1980، حُظِرت اللغة الكردية رسميًا في الحياة العامة والخاصة. واعتُقل وسُجن العديد من الأشخاص الذين تحدثوا أو نشروا أو غنوا باللغة الكردية. منذ رفع الحظر سنة 1991، سعى السكان الأكراد في تركيا ولفترة طويلة إلى تضمين اللغة الكردية بوصفها لغة دراسية في المدارس العامة. حاليًا، من غير القانوني استخدام اللغة الكردية لغةً دراسية في المدارس الخاصة والعامة، لكن هناك مدارس تتحدى هذا الحظر.
خلال الصراع التركي الكردي، فُرض حظر الغذاء على القرى والمدن الكردية المأهولة. وكانت هناك حالات عديدة لترحيل الأكراد من قراهم من قبل قوات الأمن التركية. وبحسب ما ورد أُحرق العديد من القرى أو دُمرت. وخلال التسعينيات وأوائل العقد الأول من القرن الحادي والعشرين، حُظِرت الأحزاب السياسية التي تمثل المصالح الكردية. وسنة 2013، أدى وقف إطلاق النار فعليًا إلى إنهاء العنف حتى يونيو 2015، عندما تجددت الأعمال العدائية بين حزب العمال الكردستاني والحكومة التركية بشأن الصراع في روج أفا الإسلامي منذ 2013 حتى الآن. ووردت أنباء على نطاق واسع عن أعمال عنف ضد المواطنين الأكراد، وتعرض مقر وفروع حزب الشعوب الديمقراطي المؤيد للأكراد لهجوم الحشود. أدانت المحكمة الأوروبية لحقوق الإنسان والعديد من منظمات حقوق الإنسان الدولية الأخرى تركيا بسبب ألوف الانتهاكات لحقوق الإنسان ضد الأكراد. وتتعلق العديد من الأحكام بالإعدام الممنهج للمدنيين والتعذيب والتهجير القسري وتدمير القرى, والاعتقالات التعسفية وقتل واختفاء الصحفيين والنشطاء والسياسيين.

## القضايا

### التعليم
كانت لغة التدريس الوحيدة في نظام التعليم التركي هي اللغة التركية، أما اللغة الكردية فغير مسموح بها لغةً أساسية في نظام التعليم العام. وطالما سعى السكان الأكراد إلى إدراج اللغة الكردية بوصفها لغة تدريس في المدارس العامة. وأُغلقت تجربة لإدارة مدارس خاصة لتعليم اللغة الكردية سنة 2004 بسبب الوضع الاقتصادي السيء للسكان المحليين. ويوجد حاليًا عدد من المدارس الخاصة غير المعترف بها تقدم التعليم باللغة الكردية.
ويُسمح باللغة الكردية مادةً في الجامعات، لكن في الواقع لا يوجد سوى عدد قليل من الدورات التدريبية الرائدة. ومع ذلك فإن اللغة الكردية حاليًا درس اختياري من بين دروس أخرى في بعض المدارس. ويُشار أيضًا إلى قومية أتاتورك في كتب تاريخ المدارس الإعدادية التابعة للدولة التركية بأنها «أمة واحدة موحدة في تركيا، بصرف النظر عن العرق»، ما يعني الأكراد والأتراك.

### التعددية والاستيعاب الثقافي
نظرًا إلى العدد الكبير للأكراد في تركيا، نظرت الحكومات المتعاقبة إلى التعبير عن الهوية الكردية من منظور القومية التركية أنه تهديد محتمل للوحدة التركية. وأحد أهم اتهامات الاستيعاب الثقافي يتعلق بقمع الدولة التاريخي للغة الكردية. وأُغلقت المطبوعات الكردية التي أنشئت خلال ستينيات وسبعينيات القرن الماضي بحجج قانونية مختلفة. وبعد الانقلاب العسكري التركي عام 1980، حُظِرت اللغة الكردية رسميًا في المؤسسات الحكومية.
تحدث عضو الكونجرس الأمريكي بوب فلينير عن «إبادة ثقافية»، مشددًا على أن «نمط الحياة المعروف باسم الكردية يختفي بمعدل ينذر بالخطر». ويقترح مارك ليفين أن ممارسات الاستيعاب لم تقتصر على الاستيعاب الثقافي، وأن أحداث أواخر القرن التاسع عشر استمرت حتى عام 1990.
زعم بعض الأكاديميين أن الحكومات التركية المتعاقبة تبنت برنامج إبادة جماعية مستمر ضد الأكراد، بهدف استيعابهم. ولا تؤيد فرضية الإبادة الجماعية من قبل أي دولة أو منظمة كبرى. ويقسم ديزموند فرنانديز، المحاضر في جامعة دي مونتفورت، سياسة السلطات التركية إلى الفئات التالية:
1. برنامج الاستيعاب القسري، الذي تضمن من بين أمور أخرى حظر اللغة الكردية، وإعادة توطين الأكراد قسرًا في مناطق غير كردية في تركيا.
2. منع أي منظمات معارضة للفئة الأولى.
3. القمع العنيف لأي مقاومة كردية.

### التعبير الثقافي
بين عامي 1983 و1991، حُظِرت الدعاية والنشر أو البث بأي لغة أخرى غير التركية، ما لم تكن هذه اللغة هي اللغة الرسمية الأولى لدولة تقيم تركيا معها علاقات دبلوماسية. ومع أن هذا الحظر ينطبق تقنيًا على أي لغة، كان تأثيره الأكبر في اللغة الكردية، وهي ليست اللغة الرسمية الأولى لأي دولة، رغم انتشارها على الواسع في إقليم كردستان.
في يونيو 2004، بدأ تلفزيون تركيا العام ببث برنامج كردي مدته نصف ساعة، وفي 8 مارس 2006، سمح المجلس الأعلى للإذاعة والتلفزيون بقناتين تلفزيونيتين ومحطة إذاعية وحيدة باللغة الكردية. ودخل هذا التشريع حيز التنفيذ محاولةً لتلبية متطلبات الاتحاد الأوروبي للعضوية في محادثاته مع تركيا. وستخصص اللائحة الجديدة خمس ساعات من البث الإذاعي الأسبوعي وأربع ساعات من البث التلفزيوني. وفي يناير 2009، أطلقت محطة تي آر تي التركية الحكومية أول قناة باللغة الكردية بالكامل.
رغم هذه الإصلاحات، ظل استخدام اللغة الكردية في المجال العام والمؤسسات الحكومية مقيدًا عدة سنوات. في 14 يونيو2007، أقالت وزارة الداخلية عبد الله دميرباش من مكتبه رئيسًا منتخبًا لمنطقة صور في ديار بكر. وأُقيل أعضاء منتخبون في المجلس البلدي. وأيدت المحكمة العليا قرار الوزارة وقضت بأن إعطاء معلومات عن مختلف الخدمات البلدية مثل الثقافة والفن والبيئة وتنظيف المدينة والصحة بلغات غير تركية مخالف للدستور.
هذا رغم أن 72% من سكان المنطقة يستخدمون اللغة الكردية في حياتهم اليومية. وفي قضية أخرى، تعرض رئيس بلدية ديار بكر عثمان بايدمير للاستجواب والإجراءات القضائية. وذلك لاستخدامه العبارة الكردية «عام جديد سعيد» في بطاقات الاحتفال برأس السنة الجديدة الصادرة عن البلدية. وكتب المدعي العام: «تقرر أن المتهم استخدم جملة كردية في بطاقة الاحتفال بالعام الجديد، وأنا باسم الجمهور أطالب بمعاقبته بموجب المادة 1/222 من قانون العقوبات التركي».
وفي الوقت الحاضر، حُلت هذه القضايا فترةً من الوقت، إذ أصبح الموقع الرسمي للبلدية يستخدم 3 لغات: التركية والكردية والإنجليزية.

### التمثيل السياسي
يحظر الدستور التركي تشكيل الأحزاب السياسية على أساس عرقي. وتنص المادة 81 من قانون الأحزاب السياسية على أنه يُسمح باستخدام اللغة التركية فقط في الأنشطة السياسية للأحزاب. وأغلقت المحكمة الدستورية التركية العديد من الأحزاب السياسية الكردية بحجة دعم حزب العمال الكردستاني. وسنة 2012، تأسس حزب الشعب الديمقراطي الكردستاني اليساري وواصل الحزب العمل، وحصل على 50 مقعدًا في البرلمان بعد انتخابات نوفمبر 2015.

## التاريخ

### العصر العثماني
بعد ثورة تركيا الفتاة في بداية القرن العشرين وازدهار القومية التركية، كان تدمير أو استيعاب الأقليات -خاصةً الأرمن والأشوريين واليونانيين والأكراد- نمطًا متكررًا.

### الجمهورية التركية
خلال ثمانينيات وتسعينيات القرن الماضي، هجّرت تركيا عددًا كبيرًا من مواطنيها من المناطق الريفية في جنوب شرق الأناضول بتدمير آلاف القرى واستخدام التهجير القسري. وزعمت الحكومة التركية أن عمليات التهجير القسري كانت بهدف حماية الأكراد من حزب العمال الكردستاني. زعمت تركيا أن تصرف القوات المسلحة التركية تضمن حرق القرى «المهجورة» حتى لا يستخدمها حزب العمال الكردستاني مواقع استيطانية أو مخابئ.[بحاجة لمصدر]
ونتج عن الاشتباكات بين مسلحي تركيا وحزب العمال الكردستاني سقوط نحو 30 ألف ضحية وفقًا لتقرير صادر عن وزارة الخارجية الامريكية.